# دماسنج مقاومتی

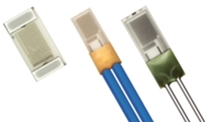
آرتی‌دی نوع پوسته-نازک

دماسنج مقاومتی (به انگلیسی: Resistance thermometer) یا آشکارساز دمای مقاومتی که در صنعت به اختصار RTD خوانده می‌شود، نوعی حسگر برای تشخیص دما است. این وسیله مطابق بر این اصل کار می‌کند که مقاومت الکتریکی فلزات با افزایش دما افزایش می‌یابد. به این پدیده مقاومت گرمایی گفته می‌شود. در نتیجه برای سنجش دما کافیست مقاومت الکتریکی آرتی‌دی اندازه‌گیری شود.
آرتی‌دی‌ها را از مقاومت‌های الکتریکی از جنس پلاتین، مس یا نیکل می‌سازند که البته پلاتین به علت داشتن دقت بالا، قابلیت تکرارپذیری فوق‌العاده، خواص خطی در گستره زیادی از دماها و تغییرات زیاد مقاومت به ازای تغییرات کم دما، با اختلاف زیادی نسبت به سایر مواد کاربرد پیدا کرده‌است.
تغییر مقاومت ترمیستور توسط مدار پل وتستون اندازه‌گیری می‌گردد.

## تاریخچه
کاربرد تمایل رساناهای الکتریکی برای افزایش مقاومت الکتریکی خود با افزایش دما برای اولین بار توسط سِر ویلیام زیمنس در سخنرانی باکریان درسال ۱۸۷۱ قبل از انجمن سلطنتی بریتانیا توضیح داده شد. روش‌های لازم برای ساخت توسط؛ کلندر، گریفیث، هولبورن و وین بین سال‌های ۱۸۸۵ و ۱۹۰۰ ایجاد شد. شاتل فضایی از دماسنج‌های مقاومتی پلاتینیوم استفاده زیادی کرد. تنها خاموش شدن موتور اصلی شاتل فضایی در حین پرواز - مأموریت اس‌تی‌اس-۵۱-اف - ناشی از خرابی‌های متعدد آرتی‌دی‌ها بود که به دلیل چرخه‌های متعدد گرما و خنک‌کننده شکننده و غیرقابل اعتماد شده بودند. (خرابی‌های حسگرها به اشتباه نشان می‌دهد که مخزن سوخت به شدت بیش از حد گرم شده، و موتور به‌طور خودکار خاموش می‌شود) پس از حادثه خرابی موتور، RTDها با ترموکوپل‌ها جایگزین شدند.
درسال ۱۸۷۱ کارل ویلهلم زیمنس آشکارساز دمای مقاومتی پلاتینیوم را اختراع کرد و یک فرمول درونیابی سه-جمله‌ای ارائه کرد. آرتی‌دی زیمنس به دلیل ناپایداری خواندن دما به سرعت از بین رفت. هیو لانگبورن کلندر اولین آرتی‌دی پلاتینی تجاری موفق را در سال ۱۸۸۵ توسعه داد.
مقاله ای در سال ۱۹۷۱ توسط اریکسون، کوتر و گلاتزل شش آلیاژ فلز نجیب (63Pt37Rh، 37Pd63Rh، 26Pt74Ir، 10Pd90Ir، 34Pt66Au، 14Pd86Au) را با مشخصات دمایی تقریباً خطی شناسایی کرد. آلیاژ 63Pt37Rh شبیه سیم آلیاژی 70Pt30Rh است که به راحتی در ترموکوپل‌ها استفاده می‌شود.

## نحوه کارکرد
اساس کار آرتی‌دی تغییر مستقیم مقاومت فلزات با دما می‌باشد که با قرار دادن آرتی‌دی درون یک مدار پل و محاسبات مقاومت آرتی‌دی با توجه به مدار پل از روی جدول استانداردها، دمای مربوط را می‌توان پیدا کرد. به منظور جلوگیری از خطاهای مربوط به مقاومت، سیم‌های رابط آرتی‌دی را به صورت ۲ یا ۳ سیمه استفاده می‌کنند.

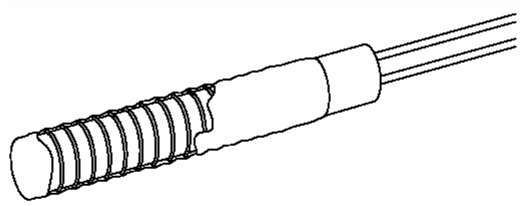
آرتی‌دی نوع سیم‌پیچی

حسگر این نوع دماسنج‌ها، معمولاً از جنس پلاتین، مس، نیکل ساخته می‌شوند. تغییرات مقاومت این فلزات با دما رابطه ای خطی است؛ لذا، پاسخ آرتی‌دی به تغییرات دما نسبت به ترموکوپل‌ها سریعتر می‌باشد. 

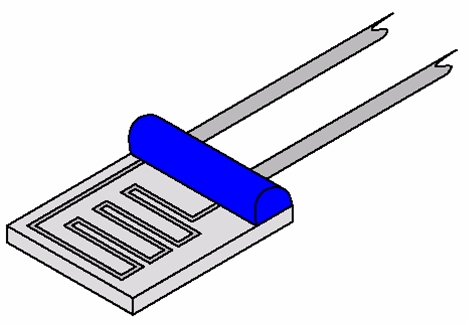
آرتی‌دی نوع پوسته-نازک

دو گونه متداول ساخت آرتی‌دی‌ها، حسگرهای سیم-پیچی‌شده و فیلم نازک می‌باشند. حسگرهای سیم-پیچی‌شده معمولاً با پیچاندن یک مقاومت سیمی شکل به دور یک شفت سرامیکی ساخته می‌شوند. به همین دلیل به آنها سیم-پیچی‌شده یا سیم پیچی می‌گویند. برای ساخت حسگرهای فیلم نازک معمولاً یک لایه نازک از مقاومت را بر روی زیرلایه تخت سرامیکی انباشته می‌کنند.

## عوامل مؤثر در عملکرد آرتی‌دی

### مقاومت-مقدار آلفا
خواص المان آرتی‌دی‌ها توسط ضریب مقاومت دمایی (TCR) آنها شناسایی می‌شود که به آن مقدار آلفا (به انگلیسی: alpha value) نیز گفته می‌شود. استاندارد IEC 60751-2008 این مقادیر را برای المان‌های پلاتینی مشخص می‌کند. مقدار آلفا ضریب دمایی مختص یک ماده با ترکیب شیمیایی خاص است. برای مثال مقدار آلفای المان‌های مسی با مقدار آلفای اِلمان پلاتینی متفاوت است و حتی مقدار آلفای المان‌های پلاتینی بسته به خلوص پلاتین یا درصد عناصر آلیاژی آن با هم متفاوت است. مقدار آلفا است که تعیین‌کننده قابلیت تعویض پذیری یک حسگر با حسگر دیگر را تعیین می‌کند. اگر مقدار آلفای دو حسگر یکی باشد رابطه دما-مقاومت در این دو حسگر یکسان خواهد بود. در هنگام تعویض یک حسگر باید از یکسان بودن جنس و داشتن مقاومت یکسان و مقدار آلفای یکسان اطمینان حاصل کرد. برای مثال: پی‌تی۱۰۰ و α = 0.00385.

### خودگرمایش
آرتی‌دی‌ها تجهیزات پَسیو یا غیرفعال هستند. به این معنا که برای اینکه کار کنند باید از داخل آنها جریانی عبور داده شود. این جریان عبوری از داخل المان مقاومت باعث افزایش دما می‌شود که می‌تواند باعث خطا شود. از آنجایی که جریان عبوری از آرتی‌دی‌های پایه ریزپردازنده ای بسیار کم می‌باشد، در حدود ۲۰۰ تا ۲۵۰ میکروآمپر، گرمای تولیدشده بسیار اندک می‌باشد و در نتیجه تأثیر آن قابل چشم پوشی است.

### زمان پاسخ حسگر
زمان پاسخ یک حسگر، زمان مورد نیاز برای ایجاد تغییر در خروجی حسگر، توسط درصد مشخص از گام تغییرات دمایی برای شرایط ثابت خاصی می‌باشد. زمان پاسخ در شرایط متفاوت با یکدیگر تفاوت دارد. برای مثال زمان پاسخ در گازها با زمان پاسخ در مایعات تفاوت دارد.

### پسماند
پسماند پدیده‌ای است که زمانی که از دو مسیر مختلف به یک مقدار یکسان نزدیک می‌شویم باعث ایجاد اختلاف در خروجی یک حسگر می‌شود. پسماند در آرتی‌دی‌های آزمایشگاهی بسیار کم و قابل چشم پوشی است و معمولاً از این آرتی‌دی‌ها برای کالیبراسیون استفاده می‌شود. در آرتی‌دی‌های صنعتی به دلیل نیاز به داشتن ساختمانی بادوام و مستحکم، پسماند وجود دارد. البته در اکثر کاربردها این پسماند قابل چشم پوشی است.

## آرایش سیم‌ها

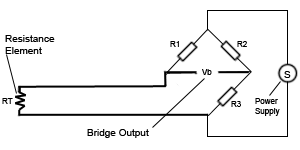
آرایش دوسیمه آرتی‌دی

آرایش سه سیمه آرتی‌دی

آرایش چهار سیمه آرتی‌دی

آرتی‌دی‌ها در انواع دوسیمه، سه‌سیمه و چهارسیمه موجود هستند. از آنجایی که سیم‌های رابط خود دارای مقاومت هستند با افزایش طول آنها خطا افزایش می‌یابد. در نوع دو سیمه از آنجایی که مقاومت سیم رابط با مقاومت حسگر سری می‌شود این خطا برای ترنسمیتر قابل تشخیص نیست. در انواع سه سیمه و چهار سیمه این خطا قابل محاسبه بوده که نوع چهار سیمه بالاترین دقت را در اندازه‌گیری دارد.
رنگبندی سیم‌های آرتی‌دی‌ها در استاندارد IEC 60751-2008 مشخص شده‌است.

## مقایسه آرتی‌دی و ترموکوپل
گاهی گفته می‌شود که ترموکوپلها ارزان‌تر از آرتی‌دی‌ها هستند اما با افزودن هزینه سیم رابط، نیاز به کالیبراسیون و تعویض بیشتر و تأثیر دقت پایین‌تر بر روی کیفیت فرایند را در نظر بگیریم این مزیت تأثیر خود را از دست می‌دهد. اصلی‌ترین دلیل استفاده از ترموکوپل به جای آرتی‌دی می‌تواند محدودیت دمایی آرتی‌دی باشد. ماکزیمم دمای عملی قابل اندازه‌گیری با آرتی‌دی برابر ۸۵۰ درجه سلسیوس است.
در کاربردهایی که فقط بررسی روند تغییرات دمایی مورد نیاز است و خطای چند درجه ای تأثیر چندانی ندارد استفاده از ترموکوپل‌های چندتایی یا تکی متصل به ترنسمیترهای چند کاناله یا مالتی‌پلکسر به صرفه‌تر است.
برای کاربردهای حساس و کنترل فرایند در دماهای زیر ۵۰۰ درجه سلسیوس، استفاده از سیستم آرتی‌دی که به صورت صحیح انتخاب و نصب شده‌است، به‌طور واضحی ارجحیت دارد. در دماهای بالاتر تا ۸۵۰ درجه افزایش خطا می‌تواند این مزیت را از بین ببرد.

### مزیت‌های آرتی‌دی نسبت به ترموکوپل[۱]
- کاربرد از دمای ۲۰۰- تا ۸۵۰ درجه سلسیوس
- تکرارپذیری فوق‌العاده بهتر نسبت به ترموکوپل
- حساسیت خیلی بیشتر نسبت به ترموکوپل
- خطی بودن عالی
- می‌توان از سیم‌های مسی عادی برای آن استفاده کرد
- پسماند خیلی کمی از خود نشان می‌دهد

### مزیت‌های ترموکوپل نسبت به آرتی‌دی‌[۱]
- کاربرد دمایی آن به ترکیب دو فلز مورد استفاده بستگی دارد و می‌تواند از ۲۷۰- تا ۲۳۰۰ درجه سلسیوس را اندازه بگیرد
- خطی بودن آن بستگی به نوع آن دارد و در گستره‌های زیاد می‌تواند فوق‌العاده غیرخطی باشد. ترنسمیتر می‌تواند مقدار زیادی از خطی سازی را انجام دهد.
- در مقابل افت کیفیت اتصال گرم مصونیت ندارد و ممکن است به صورت ناگهانی کارکرد خود را از دست بدهد
- دقت آن بستگی به جبران اتصال سرد دارد که توسط ترنسمیتر انجام می‌شود
- باید حتماً با سیم رابط مختص به خود طول آن افزایش یابد که خود سیم به مرور دچار افت کیفیت می‌شود
- سیم‌های ضخیم‌تر می‌تواند شرایط سخت تری را تحمل کند.
- ترموکوپل زمانی که داخل ترموول استفاده شود زمان پاسخی برابر با آرتی‌دی خواهد داشت.

## تفاوت‌های آرتی‌دی وترمیستور
- ترمیستور‌ها معمولاً از مواد نیم‌رسانا تشکیل شده‌اند. آرتی‌دی‌ها از فلزات یا آلیاژهای فلزی ساخته می‌شوند.
- دامنه حسگری آرتی‌دی بیشتر از ترمیستور هاست.
- تغییرات مقاومت نسبت به دما در ترمیستور به‌صورت غیرخطی و در آرتی‌دی‌ها تقریباً خطی است.
- تغییرات مقاومت ترمیستور‌ها بسیار بیشتر از آرتی‌دی هاست.
- مزیت فوق باعث شده در صنایع ابزار دقیق پیشرفته (مانند PLCها) بیشتر از ترمیستور‌ها استفاده شود، اما به علت غیرخطی بودن، در مدارات الکترونیک آنالوگ بیشتر از آرتی‌دی‌ها استفاده می‌شود.

## پی‌تی۱۰۰
رایج‌ترین نوع آرتی‌دی، به نام PT100 می‌باشد. پی‌تی۱۰۰ مبین پلاتین به عنوان عنصر حسگر و مقاومت ۱۰۰ اهمی در صفر درجه سانتیگراد است. سیم‌بندی اساسی پی‌تی۱۰۰ برای مسافت‌های چند متری مقادیر نسبتاً دقیقی انتقال داده می‌شود. اما اگر اندازه‌گیری خیلی دقیق نیاز نباشد یا فاصله کم باشد می‌توان بعضی سیم‌ها را در هم ادغام کرد و مدارهای سه سیمه و دو سیمه را به کار گذاشت.